# Галайко Андрій Васильович
Андрій Васильович Галайко (нар. 1 липня 1967, с. Настасів, нині Україна) — український громадсько-політичний та культурний діяч. Заслужений працівник культури України (2009). Голова Тернопільської районної ради (від 1 грудня 2015 до 2020), Великоберезовицької селищної ради (від 20 листопада 2020).

## Життєпис
Андрій Галайко народився 1 липня 1967 року у селі Настасові, нині Великоберезовицької громади Тернопільського району Тернопільської области України.
Закінчив Тернопільський національний педагогічний університет імені Володимира Гнатюка, Тернопільський національний економічний університет (нині - Західноукраїнський національний університет). Працював учителем у селі Острів (Великоберезовицька громада), директором районного будинку культури Тернопільського району, начальником відділу культури Тернопільської РДА (2001—2015), голова Тернопільської районної ради (2015—2020), від 2020 — голова Великоберезовицької громади.